# Centridini
Tribu
Les Centridini sont une tribu d'insectes hyménoptères de la famille des Apidae (une des familles d'abeilles).

## Liste des genres
Selon ITIS (4 mai 2010) et NCBI (4 mai 2010) :
- Centris Fabricius, 1804
- Epicharis Klug, 1807